# Лпутян Смбат Гарегінович
Смбат Гарегінович Лпутян (вірм. Սմբատ Գարեգինի Լպուտյան; нар. 14 лютого 1958, Єреван) — вірменський, раніше радянський, шахіст, гросмейстер від 1984 року. Чотириразовий чемпіон Вірменії (1978, 1980, 1998, 2001). Переможець 37-ї шахової олімпіади (2006) у складі збірної Вірменії (4-та шахівниця).

## Шахова кар'єра
Першим значним успіхом Лпутяна став вихід до фіналу чемпіонату СРСР 1980 року у Вільнюсі. Два роки по тому здобув звання міжнародного майстра, потім 1984 року — гросмейстерa. У своїй кар'єрі досягнув багатьох успіхів, із яких найвищим є золота медаль шахової олімпіади, яку він здобув на олімпіаді 2006 у Турині. Окрім того святкував перемогу на турнірах, що проходили у таких містах як: Берлін (1982), Афіни (1983), Іркутськ (1983 i 1986), Сараєво (1985, турнір Босна), Гастінґс (1987), Дортмунд (1988), Єреван (1988, 1996 i 2000), Альтенштайг (1989), Рімавска Собота (1991), Нью-Йорк (1998), а також Вейк-ан-Зеє (1999, турнір B).
Тричі взяв участь у чемпіонатах світу ФІДЕ, які проходили за нокаут-системою:
- 2000 — Нью-Делі — дістався 3-го раунду, в якому поступився Вішванатанові Ананду
- 2001/2002 — Москва — пройшов до 2-го раунду, в якому програв Люкові Ван Велі
- 2004 — Триполі — дістався 2-го раунду, в якому програв Шахріярові Мамед'ярову

Між 1992-им і 2006-им роками вісім разів стартував на шахових олімпіадах, де здобув 6 медалей: 2006 року золоту, 2 срібні (у 1992 i 1998 роках — обидві в особистому заліку), а також 3 бронзові (у 1992, 2002 i 2004 роках). Загалом зіграв 86 олімпійських партій, у яких здобув 57 очок. Також є п'ятиразовим медалістом командних чемпіонатів світу: золотим (1997, у особистому заліку) і чотири рази бронзовим (у 1997, 2001 i 2005 роках разом з командою, а також в 2001 року в особистому заліку).
Найвищий рейтинг Ело в кар'єрі мав станом на 1 січня 2005 року, досягнувши 2640 пунктів, посідав тоді 57-ме місце в світовій класифікації ФІДЕ.

## Спортивні результати
| Рік     | Місто    | Турнір                  | +  | − | =  | Результат | Місце |
| ------- | -------- | ----------------------- | -- | - | -- | --------- | ----- |
| 1978    | Єреван   | 38-й чемпіонат Вірменії | 10 | 1 | 4  | 12 з 15   | 1     |
| 1980    | Єреван   | 40-й чемпіонат Вірменії | 8  | 1 | 6  | 11 з 15   | 1     |
| 1980/81 | Вільнюс  | 48-й чемпіонат СРСР     | 1  | 6 | 10 | 6 з 17    | 16-17 |
| 1982    | Берлін   |                         |    |   |    | з         | 1     |
|         | Єреван   |                         |    |   |    | з         | 2-4   |
|         |          |                         |    |   |    | з         |       |
| 1984    | Єреван   |                         |    |   |    | з         | 3-6   |
|         | Львів    | 51-й чемпіонат СРСР     | 3  | 2 | 12 | 9 з 17    | 5-8   |
| 1985    | Рига     | 52-й чемпіонат СРСР     | 4  | 4 | 11 | 9½ з 19   | 9-13  |
|         | Сочі     |                         |    |   |    | з         | 6-7   |
|         | Сараєво  | Босна                   | 6  | 0 | 9  | 10½ з 15  | 1     |
| 1986    | Єреван   |                         |    |   |    | з         | 5-6   |
|         | Київ     | 53-й чемпіонат СРСР     | 4  | 6 | 7  | 7½ з 17   | 13-14 |
|         | Львів    |                         | 5  | 1 | 5  | 7½ з 11   | 4     |
| 1986/87 | Гастінгс |                         | 4  | 1 | 8  | 8 з 13    | 1-4   |
| 1987    | Сочі     |                         | 6  | 4 | 4  | 8 з 14    | 4-7   |
|         | Мінськ   | 54-й чемпіонат СРСР     | 4  | 3 | 10 | 9 з 17    | 8-11  |
| 1991    | Москва   | 58-й чемпіонат СРСР     | 3  | 3 | 5  | 5½ з 11   | 23-38 |
| 1992    | Маніла   | 30-та олімпіада         | 9  | 1 | 4  | 11 з 14   |       |
| 1994    | Москва   | 31-ша олімпіада         | 4  | 2 | 6  | 7 з 12    |       |
| 1995    | Єреван   | 55-й чемпіонат Вірменії | 3  | 2 | 6  | 6 з 11    | 4-5   |
| 1996    | Єреван   | 32-га олімпіада         | 4  | 1 | 7  | 7½ з 12   |       |
| 1997    | Єреван   | 57-й чемпіонат Вірменії | 5  | 1 | 5  | 7½ з 15   | 2     |
| 1998    | Єреван   | 58-й чемпіонат Вірменії | 5  | 1 | 3  | 6½ з 9    | 1     |
|         | Еліста   | 33-тя олімпіада         | 6  | 1 | 4  | 8 з 11    |       |
| 1999    | Єреван   | 59-й чемпіонат Вірменії | 2  | 4 | 5  | 4½ з 9    | 9-10  |
| 2000    | Стамбул  | 34-та олімпіада         | 3  | 3 | 5  | 5½ з 11   |       |
|         | Єреван   | 60-й чемпіонат Вірменії | 2  | 0 | 7  | 5½ з 9    | 2     |
| 2001    | Єреван   | 61-й чемпіонат Вірменії | 5  | 0 | 5  | 7½ з 10   | 1     |
| 2002    | Блед     | 35-та олімпіада         | 4  | 0 | 7  | 7½ з 11   |       |
| 2004    | Кальвія  | 36-та олімпіада         | 6  | 2 | 4  | 8 з 12    |       |
| 2006    | Турин    | 37-ма олімпіада         | 2  | 0 | 1  | 2½ з 3    |       |

## Зміни рейтингу
| На цьому місці має відображатися графік чи діаграма, однак з технічних причин його відображення наразі вимкнено. Будь ласка, не видаляйте код, який викликає це повідомлення. Розробники вже працюють для того, щоби відновити штатне функціонування цього графіка або діаграми. | |
| | На цьому місці має відображатися графік чи діаграма, однак з технічних причин його відображення наразі вимкнено. Будь ласка, не видаляйте код, який викликає це повідомлення. Розробники вже працюють для того, щоби відновити штатне функціонування цього графіка або діаграми. |